# Zaplužje
Zaplluzhë en albanais et Zaplužje en serbe latin (en serbe cyrillique : Заплужје) est une localité du Kosovo située dans la commune/municipalité de Dragash/Dragaš et dans le district de Prizren/Prizren. Selon le recensement de 2011, elle compte 1 273 habitants, dont 1 270 Albanais.
Selon le découpage administratif de la Serbie, la localité fait partie de la municipalité de Prizren. Le village est également connu sous les noms albanais de Zapluzhë, Zhapllushë et Shengjin.

## Démographie

### Évolution historique de la population dans la localité
| 1948 | 1953 | 1961 | 1971 | 1981  | 1991  | 2011  |
| ---- | ---- | ---- | ---- | ----- | ----- | ----- |
| 667  | 663  | 666  | 967  | 1 275 | 1 504 | 1 273 |

|  |